# Dirty Mind (альбом Прінса)
Dirty Mind — третій студійний альбом американського співака та композитора Прінса, виданий 8 жовтня 1980 року. Деякі видання називали альбом одним із найкращих за 1980-ті роки, а також взагалі в історії музики.
Незважаючи на те, що альбом зайняв лише 45-те місце в Billboard 200, його бурхливо схвалюють критики і сьогодні. Перший сингл, «Uptown», зайняв 5-те місце в Billboard Hot Soul Singles та Billboard National Disco Action Top 30. 6 червня 1984 року альбом став золотим.

## Створення
Більша частина матеріалу була записана в домашній студії Прінса у 1980 році. Деякі пісні були записані за одну ніч, тому мають характерний відтінок демозапису. Перший трек на альбомі, що був випущений як сингл, був віднесений до стилю «роботехнічного фанку» Стівеном Томасом з AllMusic, а «When You Were Mine» названа «чистою революцією нової хвилі». «Do It All Night» та «Head», композиції сексуального характеру, де йдеться про зустріч майбутньої дружини іншого чоловіка та зваблення її до орального сексу, охарактеризовані як «пристрасний фанк». Єдиною композицією в стилі балади є «Gotta Broken Heart Again», яка характеризується як «душевний тихий спів». Пісня «Sister», що має елементи рок-музики, зображує інцест між протагоністом-розповідачем та його старшою сестрою. «Uptown» та «Partyup» описуються, як «непощадна танцювальна імпровізація».

## Оцінка критиків
Pitchfork поставив альбом на 87-ме місце у списку 100 найкращих альбомів 1980-х років.

## Список композицій
Автор музики і слів Прінс. 
| Перша сторона | Перша сторона              | Перша сторона       | Перша сторона |
| #             | Назва                      | Автор               | Тривалість    |
| ------------- | -------------------------- | ------------------- | ------------- |
| 1.            | «Dirty Mind»               | Prince, Doctor Fink | 4:14          |
| 2.            | «When You Were Mine»       |                     | 3:47          |
| 3.            | «Do It All Night»          |                     | 3:42          |
| 4.            | «Gotta Broken Heart Again» |                     | 2:16          |

| Друга сторона | Друга сторона | Друга сторона      | Друга сторона |
| #             | Назва         | Автор              | Тривалість    |
| ------------- | ------------- | ------------------ | ------------- |
| 5.            | «Uptown»      |                    | 5:32          |
| 6.            | «Head»        |                    | 4:44          |
| 7.            | «Sister»      |                    | 1:31          |
| 8.            | «Partyup»     | Prince, Morris Day | 4:24          |